# Кингс Бич (Калифорнија)
Кингс Бич (енгл. Kings Beach) насељено је место без административног статуса у америчкој савезној држави Калифорнија.

## Демографија
По попису из 2010. године број становника је 3.796, што је 241 (-6,0%) становника мање него 2000. године.
| Група             | 2000.         | 2010.         |
| Белци             | 1.980 (49,0%) | 1.620 (42,7%) |
| Афроамериканци    | 29 (0,7%)     | 15 (0,4%)     |
| Азијати           | 16 (0,4%)     | 14 (0,4%)     |
| Хиспаноамериканци | 1.955 (48,4%) | 2.115 (55,7%) |
| Укупно            | 4.037         | 3.796         |